# Districte d'Ards
Ards (el nom de la Península Ards) és un districte d'Irlanda del Nord. És un dels 26 districtes formats l'1 d'octubre del 1973 i té la seu a Newtownards. Altres ciutats són Portaferry, Comber i Donaghadee, i la població de la zona és d'uns 73.000 habitants. La costa del Mar d'Irlanda s'estén des de Donaghadee fins a Portaferry.
Strangford Lough és al cor de l'àrea i l'ancorada més gran d'Irlanda amb vida silvestre reconeguda internacionalment. La costa del Mar d'Irlanda s'estén de Donaghadee a Portaferry. També s'hi troba Mount Stewart, propietat de la National Trust i l'únic aquari d'Irlanda del Nord, Exploris, a Portaferry i el pub Grace Neill's a Donaghadee.

## Consell de districte
L'òrgan de govern és el Consell del Burg d'Ards (Ulster-Scots: Burgh Cooncil o' the Airds, Newton an' Blathewick). Es divideix en quatre districtes electorals: Newtownards, Ards West, Ards East i Península Ards, que escull 23 membres. Pel febrer de 2011 els consellers pertanyien als següents partits: 11 Partit Unionista Democràtic (DUP), 6 Partit Unionista de l'Ulster (UUP), 4 Alliance Party, i 1 Social Democratic and Labour Party (SDLP), i un independent. Les últimes eleccions van tenir lloc en maig de 2009, però el 25 d'abril de 2008, Shaun Woodward, Secretari d'Estat per a Irlanda del Nord anuncià que les eleccions locals previstes per a 2009 eren posposades per la introducció dels 11 nous consells en 2011. Aquestes reformes foren abandonades en 2010, i les eleccions locals previstes van tenir lloc en 2011

### Alcalde d'Ards
Quan fou creat el 1973 el Consell de Districte d'Ards va adoptar la carta d'incorporació del burg municipal de Newtownards, per a esdevenir Consell del Burg d'Ards. La carta també garantia al president del consell el títol de "Mayor of Ards" (equivalent a alcalde).
| Any                   | Nom                | Filiació política | Filiació política | vicepresident      | Filiació política | Filiació política |
| --------------------- | ------------------ | ----------------- | ----------------- | ------------------ | ----------------- | ----------------- |
| 1973 - 75             | John Algie         |                   | UUP               | D. Hamilton        |                   | UUP               |
| 1975 - 77             | Henry Cosbey       |                   | UUP               | J. B. Caughey      |                   | Independent       |
| 1977 - 79             | John Scott         |                   | UUP               | Hamilton McKeag    |                   | UUP               |
| 1979 - 81             | Hamilton McKeag    |                   | UUP               | Robert Gaw         |                   | Labour (NI)       |
| 1981 - 83             | Robert Gaw         |                   | Labour (NI)       | Jim McBriar        |                   | Alliance          |
| 1983 - 84             | Jim McBriar        |                   | Alliance          | Oliver Johnston    |                   | DUP               |
| 1984 - 85             | Oliver Johnston    |                   | DUP               | Gladys McIntyre    |                   | UPUP              |
| 1985 - 86             | Gladys McIntyre    |                   | UPUP              | Robert Ambrose     |                   | UUP               |
| 1986 - 87             | Robert Ambrose     |                   | UUP               | Simpson Gibson     |                   | DUP               |
| 1987 - 88             | Simpson Gibson     |                   | DUP               | Tom Benson         |                   | UUP               |
| 1988 - 89             | Tom Benson         |                   | UUP               | John Hamilton      |                   | DUP               |
| 1989–1990             | John Hamilton      |                   | DUP               | Robert Gibson      |                   | UUP               |
| 1990 - 91             | Robert Gibson      |                   | UUP               | Jim Shannon        |                   | DUP               |
| 1991 - 92             | Jim Shannon        |                   | DUP               | David Smyth        |                   | UUP               |
| 1992 - 93             | David Smyth        |                   | UUP               | Wilbert Magill     |                   | DUP               |
| 1993 - 94             | Wilbert Magill     |                   | DUP               | John Shields       |                   | UUP               |
| 1994 - 95             | John Shields       |                   | UUP               | St Clair McAlister |                   | DUP               |
| 1995 - 96             | St Clair McAlister |                   | DUP               | Robert Gibson      |                   | UUP               |
| June - December 1996  | Robert Gibson      |                   | UUP               | Ronnie Ferguson    |                   | UUP               |
| January - June 1998   | Ronnie Ferguson    |                   | UUP               | George Ennis       |                   | DUP               |
| June 1998 - June 1999 | George Ennis       |                   | DUP               | Alan McDowell      |                   | Alliance          |
| 1999–2000             | Alan McDowell      |                   | Alliance          | Tom Hamilton       |                   | UUP               |
| 2000 - 01             | Tom Hamilton       |                   | UUP               | Margaret Craig     |                   | DUP               |
| 2001 - 02             | Margaret Craig     |                   | DUP               | Jeff Magill        |                   | UUP               |
| 2002 - 03             | Jeff Magill        |                   | UUP               | Jim McBriar        |                   | Alliance          |
| 2003 - 04             | Jim McBriar        |                   | Alliance          | Hamilton Gregory   |                   | DUP               |
| 2004 - 05             | Hamilton Gregory   |                   | DUP               | Angus Carson       |                   | UUP               |
| 2005 - 06             | Terry Williams     |                   | DUP               | Angus Carson       |                   | UUP               |
| 2006 - 07             | Angus Carson       |                   | UUP               | Robin Drysdale     |                   | DUP               |
| 2007 - 08             | Robin Drysdale     |                   | DUP               | Jim Fletcher       |                   | UUP               |
| 2008 - 09             | Jim Fletcher       |                   | UUP               | William Montgomery |                   | DUP               |
| 2009 - 10             | William Montgomery |                   | DUP               | David Smyth        |                   | UUP               |
| 2010 - 11             | David Smyth        |                   | UUP               | Mervyn Oswald      |                   | DUP               |
| 2011 - 12             | Mervyn Oswald      |                   | DUP               | Hamilton Gregory   |                   | DUP               |
| 2012 -                | Hamilton Gregory   |                   | DUP               | Stephen McIlveen   |                   | DUP               |

Font: Informe de Freedom of Information sobre el Consell del Burg d'Ards

## Agermanaments
- Peoria (Arizona)